# 12064 Guiraudon
12064 Guiraudon este un asteroid din centura principală de asteroizi.

## Descriere
12064 Guiraudon este un asteroid din centura principală de asteroizi. A fost descoperit pe 28 martie 1998 la Caussols, în cadrul proiectului ODAS. Asteroidul prezintă o orbită caracterizată de o semiaxă mare de 2,57 ua, o excentricitate de 0,07 și o înclinație de 21,5° în raport cu ecliptica.